# 甘肃嵩草
甘肃嵩草（学名：Carex pseuduncinoides）为莎草科薹草属下的一个种。